# Mistrzostwa Świata U-20 w Piłce Ręcznej Kobiet 2005
Mistrzostwa Świata U-20 w Piłce Ręcznej Kobiet 2005 – piętnaste mistrzostwa świata U-20 w piłce ręcznej kobiet, oficjalny międzynarodowy turniej piłki ręcznej o randze mistrzostw świata organizowany przez IHF mający na celu wyłonienie najlepszej żeńskiej reprezentacji narodowej złożonej z zawodniczek do lat dwudziestu. Odbył się w dniach 1–14 sierpnia 2005 roku w Czechach. Tytułu zdobytego w 2003 roku broniła reprezentacja Rosji.
Ramowe daty rozegrania mistrzostw zostały opublikowane w listopadzie 2001 roku, zaś prawa do ich organizacji zostały przyznane Czechom podczas Kongresu IHF w listopadzie 2002 roku po pokonaniu kandydatury słoweńskiej. W mistrzostwach wzięło udział dwadzieścia reprezentacji wyłonionych w kontynentalnych kwalifikacjach, które pod koniec kwietnia 2005 roku zostały podzielone na cztery pięciozespołowe grupy. Po raz pierwszy część spotkań była transmitowana w Internecie.
Tytuł mistrzowski obroniły Rosjanki pokonując w finale Norweżki. Po zakończonym turnieju IHF opublikowała statystyki indywidualne i drużynowe.

## Faza grupowa

### Grupa A
| 1 sierpnia 200513:30 | Dania U-20 | 19:17(9:8) | Francja U-20 | Sportovní hala Novesta, Zlin |
| 1 sierpnia 200513:30 |            | 19:17(9:8) |              | Sportovní hala Novesta, Zlin |

| 1 sierpnia 200515:30 | Brazylia U-20 | 36:28(22:18) | Litwa U-20 | Sportovní hala Novesta, Zlin |
| 1 sierpnia 200515:30 |               | 36:28(22:18) |            | Sportovní hala Novesta, Zlin |

| 2 sierpnia 200513:30 | Dania U-20 | 46:25(20:13) | Brazylia U-20 | Sportovní hala Novesta, Zlin |
| 2 sierpnia 200513:30 |            | 46:25(20:13) |               | Sportovní hala Novesta, Zlin |

| 2 sierpnia 200515:30 | Francja U-20 | 20:19(14:8) | Norwegia U-20 | Sportovní hala Novesta, Zlin |
| 2 sierpnia 200515:30 |              | 20:19(14:8) |               | Sportovní hala Novesta, Zlin |

| 3 sierpnia 200515:30 | Norwegia U-20 | 29:27(12:10) | Litwa U-20 | Sportovní hala Novesta, Zlin |
| 3 sierpnia 200515:30 |               | 29:27(12:10) |            | Sportovní hala Novesta, Zlin |

| 4 sierpnia 200513:30 | Brazylia U-20 | 26:24(16:10) | Francja U-20 | Sportovní hala Novesta, Zlin |
| 4 sierpnia 200513:30 |               | 26:24(16:10) |              | Sportovní hala Novesta, Zlin |

| 4 sierpnia 200515:30 | Dania U-20 | 34:21(19:9) | Litwa U-20 | Sportovní hala Novesta, Zlin |
| 4 sierpnia 200515:30 |            | 34:21(19:9) |            | Sportovní hala Novesta, Zlin |

| 5 sierpnia 200515:30 | Norwegia U-20 | 29:21(17:13) | Brazylia U-20 | Sportovní hala Novesta, Zlin |
| 5 sierpnia 200515:30 |               | 29:21(17:13) |               | Sportovní hala Novesta, Zlin |

| 6 sierpnia 200513:30 | Litwa U-20 | 29:28(12:11) | Francja U-20 | Sportovní hala Novesta, Zlin |
| 6 sierpnia 200513:30 |            | 29:28(12:11) |              | Sportovní hala Novesta, Zlin |

| 6 sierpnia 200515:30 | Norwegia U-20 | 27:22(12:11) | Dania U-20 | Sportovní hala Novesta, Zlin |
| 6 sierpnia 200515:30 |               | 27:22(12:11) |            | Sportovní hala Novesta, Zlin |

### Grupa B
| 1 sierpnia 200517:30 | Chorwacja U-20 | 36:29(17:11) | Angola U-20 | Sportovní hala Novesta, Zlin |
| 1 sierpnia 200517:30 |                | 36:29(17:11) |             | Sportovní hala Novesta, Zlin |

| 1 sierpnia 200519:30 | Hiszpania U-20 | 30:23(12:11) | Chiny U-20 | Sportovní hala Novesta, Zlin |
| 1 sierpnia 200519:30 |                | 30:23(12:11) |            | Sportovní hala Novesta, Zlin |

| 2 sierpnia 200517:30 | Chorwacja U-20 | 33:27(19:19) | Chiny U-20 | Sportovní hala Novesta, Zlin |
| 2 sierpnia 200517:30 |                | 33:27(19:19) |            | Sportovní hala Novesta, Zlin |

| 2 sierpnia 200519:30 | Rosja U-20 | 31:16(13:8) | Angola U-20 | Sportovní hala Novesta, Zlin |
| 2 sierpnia 200519:30 |            | 31:16(13:8) |             | Sportovní hala Novesta, Zlin |

| 3 sierpnia 200517:30 | Rosja U-20 | 30:25(17:13) | Hiszpania U-20 | Sportovní hala Novesta, Zlin |
| 3 sierpnia 200517:30 |            | 30:25(17:13) |                | Sportovní hala Novesta, Zlin |

| 4 sierpnia 200517:30 | Chiny U-20 | 25:25(14:14) | Angola U-20 | Sportovní hala Novesta, Zlin |
| 4 sierpnia 200517:30 |            | 25:25(14:14) |             | Sportovní hala Novesta, Zlin |

| 4 sierpnia 200519:30 | Chorwacja U-20 | 33:26(17:11) | Hiszpania U-20 | Sportovní hala Novesta, Zlin |
| 4 sierpnia 200519:30 |                | 33:26(17:11) |                | Sportovní hala Novesta, Zlin |

| 5 sierpnia 200517:30 | Rosja U-20 | 24:23(14:11) | Chiny U-20 | Sportovní hala Novesta, Zlin |
| 5 sierpnia 200517:30 |            | 24:23(14:11) |            | Sportovní hala Novesta, Zlin |

| 6 sierpnia 200517:30 | Hiszpania U-20 | 31:26(18:10) | Angola U-20 | Sportovní hala Novesta, Zlin |
| 6 sierpnia 200517:30 |                | 31:26(18:10) |             | Sportovní hala Novesta, Zlin |

| 6 sierpnia 200519:30 | Rosja U-20 | 33:26(13:12) | Chorwacja U-20 | Sportovní hala Novesta, Zlin |
| 6 sierpnia 200519:30 |            | 33:26(13:12) |                | Sportovní hala Novesta, Zlin |

### Grupa C
| 1 sierpnia 200517:30 | Polska U-20 | 32:19(15:6) | Argentyna U-20 | SK Královo Pole, Brno |
| 1 sierpnia 200517:30 |             | 32:19(15:6) |                | SK Královo Pole, Brno |

| 1 sierpnia 200519:30 | Korea Południowa U-20 | 35:20(19:8) | Szwecja U-20 | SK Královo Pole, Brno |
| 1 sierpnia 200519:30 |                       | 35:20(19:8) |              | SK Královo Pole, Brno |

| 2 sierpnia 200517:30 | Polska U-20 | 34:27(18:12) | Szwecja U-20 | SK Královo Pole, Brno |
| 2 sierpnia 200517:30 |             | 34:27(18:12) |              | SK Královo Pole, Brno |

| 2 sierpnia 200519:30 | Argentyna U-20 | 19:18(9:10) | Ukraina U-20 | SK Královo Pole, Brno |
| 2 sierpnia 200519:30 |                | 19:18(9:10) |              | SK Královo Pole, Brno |

| 3 sierpnia 200517:30 | Korea Południowa U-20 | 32:18(15:11) | Ukraina U-20 | SK Královo Pole, Brno |
| 3 sierpnia 200517:30 |                       | 32:18(15:11) |              | SK Královo Pole, Brno |

| 4 sierpnia 200517:30 | Szwecja U-20 | 23:20(9:9) | Argentyna U-20 | SK Královo Pole, Brno |
| 4 sierpnia 200517:30 |              | 23:20(9:9) |                | SK Královo Pole, Brno |

| 4 sierpnia 200519:30 | Korea Południowa U-20 | 31:23(11:12) | Polska U-20 | SK Královo Pole, Brno |
| 4 sierpnia 200519:30 |                       | 31:23(11:12) |             | SK Královo Pole, Brno |

| 5 sierpnia 200517:30 | Ukraina U-20 | 32:29(17:11) | Szwecja U-20 | SK Královo Pole, Brno |
| 5 sierpnia 200517:30 |              | 32:29(17:11) |              | SK Královo Pole, Brno |

| 6 sierpnia 200517:30 | Korea Południowa U-20 | 36:18(19:7) | Argentyna U-20 | SK Královo Pole, Brno |
| 6 sierpnia 200517:30 |                       | 36:18(19:7) |                | SK Královo Pole, Brno |

| 6 sierpnia 200519:30 | Polska U-20 | 33:26(12:9) | Ukraina U-20 | SK Královo Pole, Brno |
| 6 sierpnia 200519:30 |             | 33:26(12:9) |              | SK Královo Pole, Brno |

### Grupa D
| 1 sierpnia 200513:30 | Węgry U-20 | 42:24(21:7) | Japonia U-20 | SK Královo Pole, Brno |
| 1 sierpnia 200513:30 |            | 42:24(21:7) |              | SK Královo Pole, Brno |

| 1 sierpnia 200515:30 | Czechy U-20 | 37:29(13:13) | Tunezja U-20 | SK Královo Pole, Brno |
| 1 sierpnia 200515:30 |             | 37:29(13:13) |              | SK Královo Pole, Brno |

| 2 sierpnia 200513:30 | Węgry U-20 | 28:26(14:13) | Tunezja U-20 | SK Královo Pole, Brno |
| 2 sierpnia 200513:30 |            | 28:26(14:13) |              | SK Královo Pole, Brno |

| 2 sierpnia 200515:30 | Serbia i Czarnogóra U-20 | 37:27(18:13) | Japonia U-20 | SK Královo Pole, Brno |
| 2 sierpnia 200515:30 |                          | 37:27(18:13) |              | SK Královo Pole, Brno |

| 3 sierpnia 200515:30 | Serbia i Czarnogóra U-20 | 27:25(13:13) | Czechy U-20 | SK Královo Pole, Brno |
| 3 sierpnia 200515:30 |                          | 27:25(13:13) |             | SK Královo Pole, Brno |

| 4 sierpnia 200513:30 | Japonia U-20 | 27:23(13:13) | Tunezja U-20 | SK Královo Pole, Brno |
| 4 sierpnia 200513:30 |              | 27:23(13:13) |              | SK Královo Pole, Brno |

| 4 sierpnia 200515:30 | Węgry U-20 | 25:16(15:9) | Czechy U-20 | SK Královo Pole, Brno |
| 4 sierpnia 200515:30 |            | 25:16(15:9) |             | SK Královo Pole, Brno |

| 5 sierpnia 200515:30 | Serbia i Czarnogóra U-20 | 32:28(16:13) | Tunezja U-20 | SK Královo Pole, Brno |
| 5 sierpnia 200515:30 |                          | 32:28(16:13) |              | SK Královo Pole, Brno |

| 6 sierpnia 200513:30 | Węgry U-20 | 20:17(7:10) | Serbia i Czarnogóra U-20 | SK Královo Pole, Brno |
| 6 sierpnia 200513:30 |            | 20:17(7:10) |                          | SK Královo Pole, Brno |

| 6 sierpnia 200515:30 | Japonia U-20 | 26:25(8:14) | Czechy U-20 | SK Královo Pole, Brno |
| 6 sierpnia 200515:30 |              | 26:25(8:14) |             | SK Královo Pole, Brno |

## Faza zasadnicza

### Mecze o miejsca 1–12
Grupa I
| 8 sierpnia 200510:00 | Norwegia U-20 | 34:30(17:16) | Chorwacja U-20 | SK Královo Pole, Brno Widzów: 250 |
| 8 sierpnia 200510:00 |               | 34:30(17:16) |                | SK Královo Pole, Brno Widzów: 250 |

| 8 sierpnia 200512:00 | Rosja U-20 | 40:15(19:5) | Brazylia U-20 | SK Královo Pole, Brno Widzów: 150 |
| 8 sierpnia 200512:00 |            | 40:15(19:5) |               | SK Královo Pole, Brno Widzów: 150 |

| 8 sierpnia 200514:00 | Hiszpania U-20 | 32:19(19:10) | Dania U-20 | SK Královo Pole, Brno Widzów: 300 |
| 8 sierpnia 200514:00 |                | 32:19(19:10) |            | SK Královo Pole, Brno Widzów: 300 |

| 9 sierpnia 200510:00 | Chorwacja U-20 | 32:30(18:16) | Brazylia U-20 | SK Královo Pole, Brno Widzów: 150 |
| 9 sierpnia 200510:00 |                | 32:30(18:16) |               | SK Královo Pole, Brno Widzów: 150 |

| 9 sierpnia 200512:00 | Norwegia U-20 | 35:29(18:17) | Hiszpania U-20 | SK Královo Pole, Brno Widzów: 300 |
| 9 sierpnia 200512:00 |               | 35:29(18:17) |                | SK Královo Pole, Brno Widzów: 300 |

| 9 sierpnia 200514:00 | Rosja U-20 | 27:19(15:11) | Dania U-20 | SK Královo Pole, Brno Widzów: 350 |
| 9 sierpnia 200514:00 |            | 27:19(15:11) |            | SK Královo Pole, Brno Widzów: 350 |

| 10 sierpnia 200510:00 | Brazylia U-20 | 34:31(15:12) | Hiszpania U-20 | SK Královo Pole, Brno Widzów: 150 |
| 10 sierpnia 200510:00 |               | 34:31(15:12) |                | SK Královo Pole, Brno Widzów: 150 |

| 10 sierpnia 200512:00 | Dania U-20 | 30:29(11:17) | Chorwacja U-20 | SK Královo Pole, Brno Widzów: 200 |
| 10 sierpnia 200512:00 |            | 30:29(11:17) |                | SK Královo Pole, Brno Widzów: 200 |

| 10 sierpnia 200514:00 | Rosja U-20 | 32:22(19:14) | Norwegia U-20 | SK Královo Pole, Brno Widzów: 300 |
| 10 sierpnia 200514:00 |            | 32:22(19:14) |               | SK Královo Pole, Brno Widzów: 300 |

Grupa II
| 8 sierpnia 200516:00 | Polska U-20 | 38:31(18:16) | Japonia U-20 | SK Královo Pole, Brno Widzów: 350 |
| 8 sierpnia 200516:00 |             | 38:31(18:16) |              | SK Královo Pole, Brno Widzów: 350 |

| 8 sierpnia 200518:00 | Węgry U-20 | 27:26(17:13) | Ukraina U-20 | SK Královo Pole, Brno Widzów: 150 |
| 8 sierpnia 200518:00 |            | 27:26(17:13) |              | SK Královo Pole, Brno Widzów: 150 |

| 8 sierpnia 200520:00 | Korea Południowa U-20 | 37:28(18:16) | Serbia i Czarnogóra U-20 | SK Královo Pole, Brno Widzów: 200 |
| 8 sierpnia 200520:00 |                       | 37:28(18:16) |                          | SK Královo Pole, Brno Widzów: 200 |

| 9 sierpnia 200516:00 | Korea Południowa U-20 | 28:17(13:9) | Japonia U-20 | SK Královo Pole, Brno Widzów: 220 |
| 9 sierpnia 200516:00 |                       | 28:17(13:9) |              | SK Královo Pole, Brno Widzów: 220 |

| 9 sierpnia 200518:00 | Węgry U-20 | 28:16(14:9) | Polska U-20 | SK Královo Pole, Brno Widzów: 300 |
| 9 sierpnia 200518:00 |            | 28:16(14:9) |             | SK Královo Pole, Brno Widzów: 300 |

| 9 sierpnia 200520:00 | Serbia i Czarnogóra U-20 | 32:22(16:12) | Ukraina U-20 | SK Královo Pole, Brno Widzów: 200 |
| 9 sierpnia 200520:00 |                          | 32:22(16:12) |              | SK Královo Pole, Brno Widzów: 200 |

| 10 sierpnia 200516:00 | Japonia U-20 | 24:19(11:10) | Ukraina U-20 | SK Královo Pole, Brno Widzów: 200 |
| 10 sierpnia 200516:00 |              | 24:19(11:10) |              | SK Královo Pole, Brno Widzów: 200 |

| 10 sierpnia 200518:00 | Korea Południowa U-20 | 26:22(13:12) | Węgry U-20 | SK Královo Pole, Brno Widzów: 400 |
| 10 sierpnia 200518:00 |                       | 26:22(13:12) |            | SK Královo Pole, Brno Widzów: 400 |

| 10 sierpnia 200520:00 | Serbia i Czarnogóra U-20 | 30:30(16:13) | Polska U-20 | SK Královo Pole, Brno Widzów: 150 |
| 10 sierpnia 200520:00 |                          | 30:30(16:13) |             | SK Královo Pole, Brno Widzów: 150 |

### Mecze o miejsca 13–20
Grupa I
| 8 sierpnia 200514:00 | Litwa U-20 | 33:29(17:13) | Angola U-20 | Sportovní hala Novesta, Zlin |
| 8 sierpnia 200514:00 |            | 33:29(17:13) |             | Sportovní hala Novesta, Zlin |

| 8 sierpnia 200516:00 | Szwecja U-20 | 31:23(15:7) | Tunezja U-20 | Sportovní hala Novesta, Zlin |
| 8 sierpnia 200516:00 |              | 31:23(15:7) |              | Sportovní hala Novesta, Zlin |

| 9 sierpnia 200514:00 | Tunezja U-20 | 33:32(15:21) | Litwa U-20 | Sportovní hala Novesta, Zlin |
| 9 sierpnia 200514:00 |              | 33:32(15:21) |            | Sportovní hala Novesta, Zlin |

| 9 sierpnia 200516:00 | Angola U-20 | 27:23(12:12) | Szwecja U-20 | Sportovní hala Novesta, Zlin |
| 9 sierpnia 200516:00 |             | 27:23(12:12) |              | Sportovní hala Novesta, Zlin |

| 10 sierpnia 200514:00 | Litwa U-20 | 28:19(14:7) | Szwecja U-20 | Sportovní hala Novesta, Zlin |
| 10 sierpnia 200514:00 |            | 28:19(14:7) |              | Sportovní hala Novesta, Zlin |

| 10 sierpnia 200516:00 | Angola U-20 | 23:22(13:9) | Tunezja U-20 | Sportovní hala Novesta, Zlin |
| 10 sierpnia 200516:00 |             | 23:22(13:9) |              | Sportovní hala Novesta, Zlin |

Grupa II
| 8 sierpnia 200518:00 | Chiny U-20 | 24:19(14:7) | Francja U-20 | Sportovní hala Novesta, Zlin |
| 8 sierpnia 200518:00 |            | 24:19(14:7) |              | Sportovní hala Novesta, Zlin |

| 8 sierpnia 200520:00 | Czechy U-20 | 26:23(13:13) | Argentyna U-20 | Sportovní hala Novesta, Zlin |
| 8 sierpnia 200520:00 |             | 26:23(13:13) |                | Sportovní hala Novesta, Zlin |

| 9 sierpnia 200518:00 | Chiny U-20 | 36:17(19:10) | Argentyna U-20 | Sportovní hala Novesta, Zlin |
| 9 sierpnia 200518:00 |            | 36:17(19:10) |                | Sportovní hala Novesta, Zlin |

| 9 sierpnia 200520:00 | Czechy U-20 | 28:27(12:10) | Francja U-20 | Sportovní hala Novesta, Zlin |
| 9 sierpnia 200520:00 |             | 28:27(12:10) |              | Sportovní hala Novesta, Zlin |

| 10 sierpnia 200518:00 | Chiny U-20 | 32:18(18:7) | Czechy U-20 | Sportovní hala Novesta, Zlin |
| 10 sierpnia 200518:00 |            | 32:18(18:7) |             | Sportovní hala Novesta, Zlin |

| 10 sierpnia 200520:00 | Francja U-20 | 25:13(12:7) | Argentyna U-20 | Sportovní hala Novesta, Zlin |
| 10 sierpnia 200520:00 |              | 25:13(12:7) |                | Sportovní hala Novesta, Zlin |

## Faza pucharowa
Mecz o 19. miejsce
| 12 sierpnia 200515:00 | Tunezja U-20 | 26:25(14:10) | Argentyna U-20 | Sportovní hala Novesta, Zlin |
| 12 sierpnia 200515:00 |              | 26:25(14:10) |                | Sportovní hala Novesta, Zlin |

Mecz o 17. miejsce
| 12 sierpnia 200517:30 | Francja U-20 | 32:28(15:15) | Szwecja U-20 | Sportovní hala Novesta, Zlin |
| 12 sierpnia 200517:30 |              | 32:28(15:15) |              | Sportovní hala Novesta, Zlin |

Mecz o 15. miejsce
| 13 sierpnia 200515:00 | Angola U-20 | 36:22(18:9) | Czechy U-20 | Sportovní hala Novesta, Zlin |
| 13 sierpnia 200515:00 |             | 36:22(18:9) |             | Sportovní hala Novesta, Zlin |

Mecz o 13. miejsce
| 13 sierpnia 200517:30 | Chiny U-20 | 30:28(16:12) | Litwa U-20 | Sportovní hala Novesta, Zlin |
| 13 sierpnia 200517:30 |            | 30:28(16:12) |            | Sportovní hala Novesta, Zlin |

Mecz o 11. miejsce
| 12 sierpnia 200512:30 | Hiszpania U-20 | 35:24(14:13) | Ukraina U-20 | SK Královo Pole, Brno |
| 12 sierpnia 200512:30 |                | 35:24(14:13) |              | SK Královo Pole, Brno |

Mecz o 9. miejsce
| 13 sierpnia 200512:30 | Brazylia U-20 | 30:24(13:12) | Japonia U-20 | SK Královo Pole, Brno |
| 13 sierpnia 200512:30 |               | 30:24(13:12) |              | SK Královo Pole, Brno |

Mecz o 7. miejsce
| 13 sierpnia 200515:00 | Chorwacja U-20 | 38:30(18:14) | Polska U-20 | SK Královo Pole, Brno |
| 13 sierpnia 200515:00 |                | 38:30(18:14) |             | SK Královo Pole, Brno |

Mecz o 5. miejsce
| 13 sierpnia 200517:30 | Dania U-20 | 32:20(17:9) | Serbia i Czarnogóra U-20 | SK Královo Pole, Brno |
| 13 sierpnia 200517:30 |            | 32:20(17:9) |                          | SK Královo Pole, Brno |

Mecze o miejsca 1–4
|  |                        |                       |               |                        |    |            |            |       |
|  | Półfinały              | Półfinały             | Półfinały     |                        |    | Finał      | Finał      | Finał |
|  | Półfinały              | Półfinały             | Półfinały     |                        |    | Finał      | Finał      | Finał |
|  | 12 sierpnia 2005 15:00 |                       |               |                        |    |            |            |       |
|  |                        |                       |               |                        |    |            |            |       |
|  | Rosja U-20             | Rosja U-20            | 25            |                        |    |            |            |       |
|  | Rosja U-20             | Rosja U-20            | 25            | 14 sierpnia 2005 15:00 |    |            |            |       |
|  | Węgry U-20             | Węgry U-20            | 22            |                        |    |            |            |       |
|  | Węgry U-20             | Węgry U-20            | 22            |                        |    | Rosja U-20 | Rosja U-20 | 30    |
|  | 12 sierpnia 2005 17:30 |                       |               |                        |    | Rosja U-20 | Rosja U-20 | 30    |
|  |                        |                       | Norwegia U-20 | Norwegia U-20          | 25 |            |            |       |
|  | Norwegia U-20          | Norwegia U-20         | Norwegia U-20 | Norwegia U-20          | 25 | 27         |            |       |
|  | Norwegia U-20          | Norwegia U-20         |               |                        |    |            |            |       |
|  | Korea Południowa U-20  | Korea Południowa U-20 | 22            |                        |    |            |            |       |
|  | Korea Południowa U-20  | Korea Południowa U-20 | 22            | Mecz o 3. miejsce      |    |            |            |       |
|  |                        |                       |               |                        |    |            |            |       |
|  | 14 sierpnia 2005 12:30 |                       |               |                        |    |            |            |       |
|  |                        |                       |               |                        |    |            |            |       |
|  | Korea Południowa U-20  | Korea Południowa U-20 | 28            |                        |    |            |            |       |
|  | Korea Południowa U-20  | Korea Południowa U-20 | 28            |                        |    |            |            |       |
|  | Węgry U-20             | Węgry U-20            | 23            |                        |    |            |            |       |
|  | Węgry U-20             | Węgry U-20            | 23            |                        |    |            |            |       |

| 12 sierpnia 200515:00 | Rosja U-20 | 25:22(11:11) | Węgry U-20 | SK Královo Pole, Brno Widzów: 600 |
| 12 sierpnia 200515:00 |            | 25:22(11:11) |            | SK Královo Pole, Brno Widzów: 600 |

| 12 sierpnia 200517:30 | Norwegia U-20 | 27:22(13:10) | Korea Południowa U-20 | SK Královo Pole, Brno Widzów: 500 |
| 12 sierpnia 200517:30 |               | 27:22(13:10) |                       | SK Královo Pole, Brno Widzów: 500 |

| 14 sierpnia 200515:00 | Rosja U-20 | 30:25(14:15) | Norwegia U-20 | SK Královo Pole, Brno Widzów: 1100 |
| 14 sierpnia 200515:00 |            | 30:25(14:15) |               | SK Královo Pole, Brno Widzów: 1100 |

| 14 sierpnia 200512:30 | Korea Południowa U-20 | 28:23(13:12) | Węgry U-20 | SK Královo Pole, Brno Widzów: 800 |
| 14 sierpnia 200512:30 |                       | 28:23(13:12) |            | SK Královo Pole, Brno Widzów: 800 |

## Klasyfikacja końcowa
| Miejsce | Reprezentacja            | Składy |
| ------- | ------------------------ | ------ |
| złoto   | Rosja U-20               |        |
| srebro  | Norwegia U-20            |        |
| brąz    | Korea Południowa U-20    |        |
| 4       | Węgry U-20               |        |
| 5       | Dania U-20               |        |
| 6       | Serbia i Czarnogóra U-20 |        |
| 7       | Chorwacja U-20           |        |
| 8       | Polska U-20              |        |
| 9       | Brazylia U-20            |        |
| 10      | Japonia U-20             |        |
| 11      | Hiszpania U-20           |        |
| 12      | Ukraina U-20             |        |
| 13      | Chiny U-20               |        |
| 14      | Litwa U-20               |        |
| 15      | Angola U-20              |        |
| 16      | Czechy U-20              |        |
| 17      | Francja U-20             |        |
| 18      | Szwecja U-20             |        |
| 19      | Tunezja U-20             |        |
| 20      | Argentyna U-20           |        |